# Benjamín Mendoza y Amor Flores
Benjamín Mendoza y Amor Flores (n. 31 de marzo de 1933 - f. en 2 de agosto de 2014) fue un pintor surrealista boliviano quien intentó asesinar al Papa Paulo VI en Manila en 1970. Según su propia definición, acuñada en la década de 1970, pertenece a la corriente estilística del Jituikuntismo (que significa: "juntura interna unida al intelecto de Kant").
Mendoza abandonó la carrera de arquitectura en la Universidad de San Andrés en La Paz, Bolivia, y abandona el país en 1962. Comienza a estudiar pintura y escultura en la Escuela de Bellas Artes de Buenos Aires, estudios que también abandonaría más tarde. Desde 1960 a 1970, vivió en Argentina, Estados Unidos, Japón, Hong Kong y Filipinas.
Durante su estadía en Argentina, a principios de la década de 1960, expuso su obra en algunas galerías del barrio de San Telmo e ilustró Todo estaba sucio, el último libro de Raúl Barón Biza, publicado en 1963. También realizó dos murales en el hotel Manila, de Mar del Plata, que actualmente no se conservan. Antes de llegar a Filipinas había expuesto en la Unión Soviética y en Hawái.

## Intento de asesinato
El 27 de noviembre de 1970 aproximadamente a las 9:30 de la mañana, Mendoza, vestido como un cura, se abalanzó sobre el Papa Pablo VI atacándolo con un kris (un tipo de daga corta) luego de que el Papa desembarcara en el aeropuerto de Manila. El arma llevaba inscripto en ambas caras la leyenda "balas, supersticiones, banderas, reinos, basura, ejércitos y mierda". El Papa sólo sufrió lesiones leves en el pecho, Mendoza fue reducido por los monseñores Macchi y Marcinkus y posteriormente arrestado. Al momento que fue transportado en una camioneta, exclamó "deseo liberar".
Fue sentenciado a un período corto de cárcel, y fue liberado bajo fianza (de 533 libras esterlinas, aproximadamente 700 dólares).

## Vida posterior
Mientras se encontraba en prisión, fue requerido por un galerista que le encargó algunos cuadros para una exposición. Dichos cuadros se vendieron en su totalidad. Al recobrar su libertad, Mendoza realizó diversas exposiciones en más de 80 países. Vivía en Lima, Perú. Cuando fue interrogado sobre el intento de asesinato, aseguró que sólo deseaba llamar la atención para hacerse publicidad. Por otro lado, según el director de cine Armando Bó, quien tuvo contacto con Mendoza, éste actuó en "un arranque de locura".
El escritor boliviano Néstor Taboada Terán publicó en 1989 la novela No disparen contra el Papa, donde relata la vida de Mendoza y Amor Flores.